# Полосы (Плюсский район)
Полосы — деревня в Плюсском районе Псковской области, входит в состав сельского поселения Запольская волость.
Расположена у западного побережья озера Песно, в 13 км к юго-западу от райцентра посёлка городского типа Заплюсье, и в 8 км к западу от волостного центра Заполье.
Численность населения деревни по оценке на конец 2000 года составляла 29 человек, по переписи 2002 года — 20 человек.